# 小行星8190
小行星8190（8190 Bouguer）是一颗绕太阳运转的小行星，为主小行星带小行星。该小行星于1993年7月20日发现。

## 轨道参数
小行星8190的轨道半长轴为2.2082827 UA，离心率为0.123。